# Gnamptogenys simulans
Gnamptogenys simulans é uma espécie de formiga do gênero Gnamptogenys.